# MIT Technology Review
MIT Technology Review — це журнал, що виходить раз на два місяці і повністю належить Массачусетському технологічному інституту та редакційно незалежний від університету. Він був заснований у 1899 році як The Technology Review   і був повторно запущений без The у назві 23 квітня 1998 року під тодішнім видавцем Р. Брюсом Journey. У вересні 2005 року його було змінено під керівництвом його тодішнього головного редактора та видавця Джейсона Понтіна на форму, що нагадує історичний журнал.
Перед перезапуском 1998 року редактор заявив, що «від старого журналу не залишиться нічого, крім назви». Тому необхідно було розрізняти сучасний та історичний Technology Review. Історичний журнал був опублікований Асоціацією випускників Массачусетського технологічного інституту, був тісніше пов’язаний з інтересами випускників Массачусетського технологічного інституту, мав більш інтелектуальний тон і набагато менший публічний тираж. Журнал, який з 1998 по 2005 рік називався «Інноваційний журнал MIT», а з 2005 року просто «виданий MIT», зосереджувався на нових технологіях і способах їх комерціалізації; був проданий громадськості та призначений для керівників вищої ланки, дослідників, фінансистів і політиків, а також випускників MIT.